# 流恋草
「流恋草」（はぐれそう）は、1991年3月25日に発売された香西かおりの3枚目のシングル。

## 解説
- オリコンチャート上では、同曲が香西自身最大のセールスを記録している（63.8万枚）。累計売上は80万枚を超える[1]。
- 同年の第24回日本有線大賞、及び第33回日本レコード大賞ゴールド・ディスク賞（歌謡曲・演歌部門）各受賞曲。
- 同曲の大ヒットで1991年末の第42回NHK紅白歌合戦で初出場を果たした。

## 収録曲
- 両楽曲共に、作詞：里村龍一／作曲：聖川湧／編曲：馬場良

1. 流恋草（4分15秒）
2. 早稲田通り（4分59秒）